# Lexington (Oregon)
Lexington és una població dels Estats Units a l'estat d'Oregon. Segons el cens del 2000 tenia 263 habitants.

## Demografia
Segons el cens del 2000, Lexington tenia 263 habitants, 102 habitatges, i 72 famílies. La densitat de població era de 247,7 habitants per km².
Dels 102 habitatges en un 29,4% hi vivien nens de menys de 18 anys, en un 64,7% hi vivien parelles casades, en un 4,9% dones solteres, i en un 29,4% no eren unitats familiars. En el 20,6% dels habitatges hi vivien persones soles el 12,7% de les quals corresponia a persones de 65 anys o més que vivien soles. El nombre mitjà de persones vivint en cada habitatge era de 2,58 i el nombre mitjà de persones que vivien en cada família era de 3,03.
Per edats la població es repartia de la següent manera: un 24,3% tenia menys de 18 anys, un 6,8% entre 18 i 24, un 28,1% entre 25 i 44, un 24,7% de 45 a 60 i un 16% 65 anys o més.
L'edat mediana era de 42 anys. Per cada 100 dones de 18 o més anys hi havia 103,1 homes.
La renda mediana per habitatge era de 43.125$ i la renda mediana per família de 50.625$. Els homes tenien una renda mediana de 37.969$ mentre que les dones 24.688$. La renda per capita de la població era de 23.152$. Aproximadament el 6,7% de les famílies i el 12% de la població estaven per davall del llindar de pobresa.

## Poblacions més properes
El següent diagrama mostra les poblacions més properes.